# Embassy Hill
Embassy Hill (kurz: Hill) war ein britisches Formel-1-Team, das von dem zweimaligen Formel-1-Fahrerweltmeister Graham Hill gegründet und vom britischen Tabakkonzern Imperial Tobacco für die Zigarettenmarke Embassy gesponsert wurde. Der Rennstall ging in den Weltmeisterschaften 1973, 1974 und 1975 an den Start.

## Teamgeschichte
Der britische Rennfahrer Graham Hill, der 1962 mit BRM und 1968 mit Lotus Formel-1-Weltmeister geworden war, gründete 1973 mit finanzieller Unterstützung von Imperial Tobacco einen eigenen Rennstall, der unter Bezugnahme auf eine verbreitete Zigarettenmarke des Geldgebers als Embassy Racing oder Embassy Hill firmierte. Hill ging damit den gleichen Weg wie John Surtees, der drei Jahre zuvor die Surtees Racing Organisation gegründet hatte. 

### Weltmeisterschaft 1973

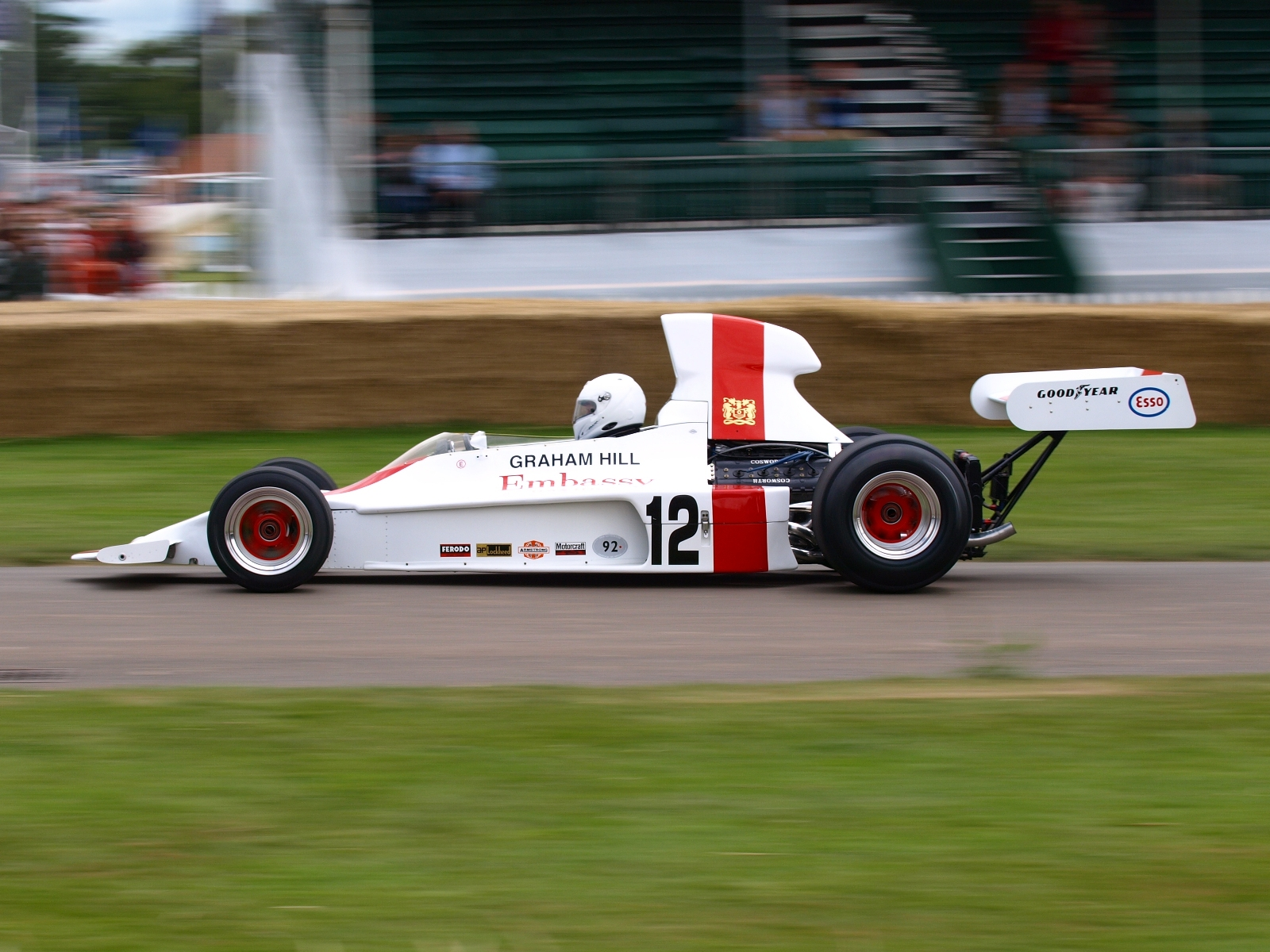
Shadow DN1 von Graham Hill

In seiner Debütsaison ging Embassy Hill als Kundenteam an den Start und setzte einen von Shadow konstruierten DN1 (Chassisnummer DN1/3A) ein. 1973 war die erste Formel-1-Saison, in der Hill keinen Weltmeisterschaftspunkt einfuhr; sein bestes Ergebnis war der 9. Platz in Belgien. Graham Hill war mit dem vibrationsanfälligen DN1 und der fehlenden Unterstützung durch Shadow Racing Cars unzufrieden. Eine zweite Saison als Shadow-Kunde kam für ihn deshalb nicht in Betracht.

### Weltmeisterschaft 1974

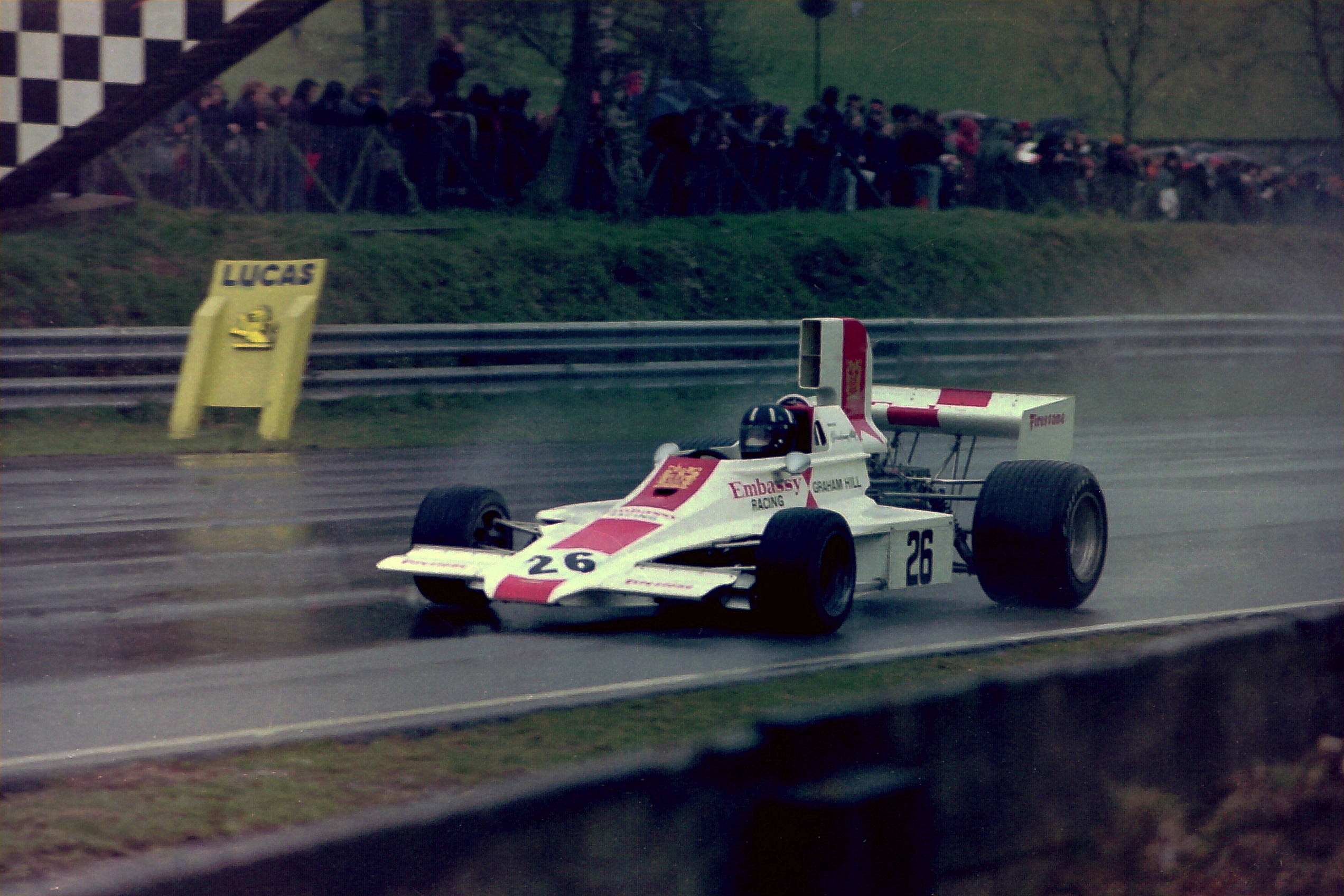
Graham Hill im Lola T370 (1974)

Für 1974 beauftragte Hill den Rennwagenhersteller Lola Cars in Huntingdon mit der Konstruktion eines eigenen Formel-1-Autos. Lola hatte 1967 und 1968 Rennwagen für Honda gebaut, die einzelne Erfolge erzielten, hatte im Übrigen aber keine Erfahrung in der Formel 1. Der Wagen erschien unter der Bezeichnung Lola T370 und wurde 1974 von Graham Hill, Guy Edwards, Peter Gethin und Rolf Stommelen gefahren. Beim Großen Preis von Schweden 1974 fuhr Graham Hill mit dem sechsten Platz den ersten Weltmeisterschaftspunkt mit seinem Team ein, der allerdings Lola als Konstrukteur des Wagens zugeschrieben wurde.

### Weltmeisterschaft 1975

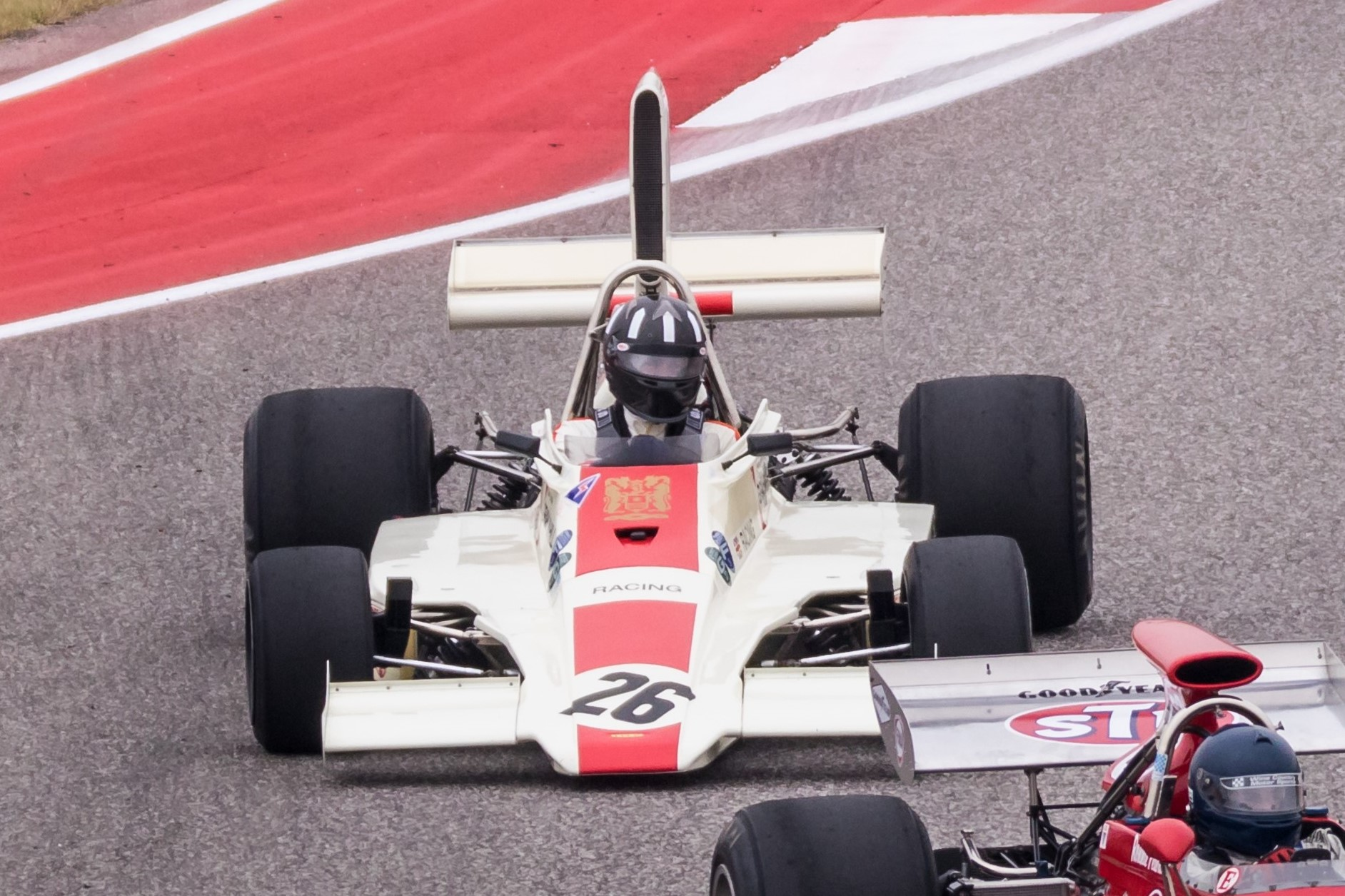
Hill GH1 (= Lola T371)

In der Saison 1975 führte das Embassy Hill zunächst die Fahrerpaarung aus Graham Hill und Rolf Stommelen fort. Graham Hill beendete nach dem Großen Preis von Monaco 1975, bei dem er die Qualifikation verpasst hatte, die aktive Rennfahrerkarriere; sein Cockpit übernahm im Laufe des Jahres Tony Brise. Stommelen fiel nach einem schweren Unfall in Spanien für mehrere Monate aus; ihn ersetzten Vern Schuppan und Alan Jones. Einsatzfahrzeug war in diesem Jahr zumeist der Hill GH1, der wiederum von Lola konstruiert worden war und anfänglich als Lola T371 gemeldet wurde. Nach der Trennung von Hill und Lola im Frühjahr 1975 erhielt das Auto eine neue Bezeichnung. Das Team war für elf Rennen in der Saison 1975 gemeldet und konnte sich in zehn Rennen mit insgesamt 19 Rennwagen-Starts qualifizieren.
Ende November 1975 stürzte die Piper Aztec, die sich Teamchef Hill von seiner Siegprämie für das Indy 500 1966 gekauft hatte, beim Anflug auf das Elstree Airfield in dichtem Nebel über der Ortschaft Arkley in Hertfordshire ab. Neben Hill kamen fünf weitere Mitglieder des Embassy-Hill-Teams dabei ums Leben, unter ihnen Tony Brise, damals eine große britische Formel-1-Hoffnung. Der Unfall bedeutete auch das Ende für den Rennstall. Der Hill GH2, den das Team bereits mit Blick auf die Saison 1976 fertiggestellt hatte, kam nicht mehr zum Einsatz.